# Ričul
Ričul je nenaseljeni otočić u hrvatskom dijelu Jadranskog mora. Smješten je u Pašmanskom kanalu pokraj otočića Galešnjak.
Njegova površina iznosi 0,023 km². Dužina obalne crte iznosi 0,55 km.